# Abenberg
Abenberg là một thị xã ở huyện Roth, bang Bayern, Đức. Đô thị này tọa lạc 9 km về phía bắc của Roth bei Nürnberg và 25 km về phía tây nam của Nuremberg.